# Nicholas Milton
Nicholas Christopher Milton AM (* 1967 in Sydney, Australien) ist ein australischer Geiger und Dirigent.
Seit August 2018 ist er Künstlerischer Leiter und Chefdirigent des Göttinger Symphonieorchesters.

## Leben und Wirken
Milton studierte am Sydney Conservatorium of Music, an der University of Michigan, am Mannes College of Music und an der Juilliard School of Music die Fächer Violine, Dirigieren, Musiktheorie und Philosophie. Er promovierte an der City University of New York im Fachbereich Musik. Seine Laufbahn als Musiker begann Milton als Geiger und Kammermusiker des Macquarie-Trios. 1996 wurde er zum Konzertmeister des Adelaide Symphony Orchestra ernannt. Seit 2001 ist Milton Chefdirigent beim Willoughby Symphony Orchestra, von 2004 bis 2010 war er zusätzlich Generalmusikdirektor der Jenaer Philharmonie. Seit 2007 ist er außerdem Chefdirigent und Künstlerischer Leiter des Canberra Symphony Orchestra.
Er dirigierte an der Volksoper Wien, der Komischen Oper Berlin, am Staatstheater am Gärtnerplatz in München, am Opernhaus Leipzig sowie am Sydney Opera House. Außerdem war er Gastdirigent des London Philharmonic Orchestra, des Koninklijk Concertgebouworkest Amsterdam, des Sydney Symphony Orchestra, des Orchestra della Svizzera italiana, des New Zealand Symphony Orchestra, des Konzerthausorchesters Berlin und der Rundfunkorchester des NDR, SWR, SR.
Von 2014 bis Juli 2018 war Nicholas Milton Generalmusikdirektor des Saarländischen Staatstheaters. Seit August 2018 ist Milton Künstlerischer Leiter und Chefdirigent des Göttinger Symphonie Orchesters. Im Februar 2021 wurde er als Nachfolger von Nicholas Carter als Chefdirigent des im Stadttheater Klagenfurt beheimateten Kärntner Sinfonieorchesters (KSO) ab der Spielzeit 2021/22 vorgestellt.

## Auszeichnungen
1999 wurde Milton zum „Australischen Dirigenten des Jahres“ gekürt und er war Preisträger beim „Internationalen Lovro von Matačić Dirigierwettbewerb“. 2001 erhielt er für sein gesellschaftliches Engagement und seine Aktivitäten zur Förderung der Musik die Australische Jahrhundertmedaille. Die Michigan State University zeichnete ihn 2014/15 mit dem College of Music Distinguished Alumni Award aus. 2015 gehörte er auf Einladung des australischen Premierministers der Australia-Germany Advisory Group an. 2016 wurde er für besondere Verdienste als Musiker, Dirigent und Künstlerischer Leiter mit der Aufnahme in den Order of Australia (AM) geehrt.
2016 war er mit dem Solisten Joseph Moog für eine CD mit Klavierkonzerten von Grieg und Moszkowski in der Kategorie „Best Classical Instrumental Solo“ für den Grammy nominiert.

## Diskografie

### Als Dirigent
Mit dem Konzerthausorchester Berlin und Raphael Wallfisch, Violoncello (cpo 555 109-2)
- Reizenstein: Cellokonzert in G
- Goldschmidt: Cellokonzert

Mit der Deutschen Radio Philharmonie Saarbrücken Kaiserslautern und Joseph Moog, Klavier (ONYX 4169)
- Brahms: Klavierkonzert Nr. 2 in B-Dur  op. 83
- Strauss, R.: Burleske für Klavier und Orchester in d-moll, AV85

Mit dem Konzerthausorchester Berlin und Raphael Wallfisch, Violoncello (cpo 555 074-2)
- Gál: Cellokonzert op. 67 in h-Moll
- Castelnuovo-Tedesco: Cellokonzert in F-Dur (Weltersteinspielung)

Mit der Deutschen Radio Philharmonie Saarbrücken Kaiserslautern und Joseph Moog, Klavier (ONYX 4144)
- Moszkowski: Klavierkonzert E-dur op. 59
- Grieg: Klavierkonzert a-Moll op. 16

Mit dem Göttinger Symphonie Orchester
- Beethoven: Leonore-Ouvertüre no. 3
- Tschaikowsky: Symphonie no. 5 e-moll Op. 64
- Ralph Vaughan Williams: Concerto for tuba and orchestra

Mit dem Innviertler Symphonie Orchester
- Bruckner: Symphony No. 8 in C minor (1890), Avi 8553279
- Mozart: Clarinet Concerto in A major, K. 622, Avi 8553279

Mit der Jungen Norddeutschen Philharmonie
- Richard Strauss - „Ein Heldenleben“ op. 40
- Prokofiev: Symphony No. 5 in B flat major, op. 100

Mit der Deutschen Staatsphilharmonie Rheinland-Pfalz
- Rubinstein & Rachmaninov: Piano Concertos, Onyx Classics 4089
- Wieniawski, Conus, Vieuxtemps: Violin Concertos, Onyx Classics 4109

Mit dem Tasmanian Symphony Orchestra
- Mozart: Piano Concerto No. 15, K. 450, ABC Classics
- Mozart: Piano Concerto No. 17 in G major, KV 453

Mit der Jenaer Philharmonie
- LUCE. Der Ton der Farben
- Wagner: The Ring - an orchestral adventure
- Nicholas Milton und die Jenaer Philharmonie
- Milton dirigiert Berlioz

Mit dem Adelaide Symphony Orchestra
- Enchanting - Sally-Anne Russell, ABC Classics 476 5963
- Yvonne Kenny Christmas Album

Mit dem Sydney Symphony Orchestra
- Mozart: Piano Concertos, Sydney International Piano Competition, 2008, ABC Classics 476 6960

Mit dem Orchestra della Svizzera Italiana
- Schubert Arrangements, RSI 15052012
- John Adams and Steve Reich, RSI 25022010

Mit dem New Zealand Symphony Orchestra
- Mozart: NZSO Live Concert

Mit dem Dubrovnik Symphony Orchestra
- Dubrovnik Symphony Orchestra New Year’s Gala, DSO 2003

### Als Musiker
Mit dem Macquarie Trio Australia
- Music of Astor Piazzolla, ABC Classics
- Schubert: Complete Piano Trios, ABC Classics
- Brahms: Complete Piano Trios, ABC Classics
- Dvořák: Complete Piano Trios, ABC Classics
- Beethoven: Piano Trios, ABC Classics
- Haydn: Piano Trios, ABC Classics
- Macquarie Trio Australia Highlights 1
- Macquarie Trio Australia Highlights 2
- The Music of Nigel Westlake

### Als Solist
- Mendelssohn: Complete Works for Violin, Naxos 8.554725